# Jedna gorąca letnia noc
Jedna gorąca letnia noc (ang. One Hot Summer Night) – amerykański film kryminalny z 1998 roku w reżyserii Jamesa A. Contnera. Wyprodukowany przez O'Hara-Horowitz Productions.

## Opis fabuły
Po ślubie Kelly (Erika Eleniak) przekonuje się, że jej mąż Art Brooks (Barry Bostwick) jest uzależniony od alkoholu. Mężczyzna znęca się nad nią. Kelly wdaje się w romans ze swoim adwokatem, Richardem Linskym (Brian Wimmer). Gdy pewnego dnia Art ginie w zamachu, podejrzenie pada na Kelly i jej kochanka.

## Obsada
- Erika Eleniak jako Kelly Moore Brooks
- Brian Wimmer jako Richard Linsky
- Tobin Bell jako Vincent "Coupe" De Ville
- Stephen Macht jako Abel Ganz
- Lochlyn Munro jako detektyw Eddie Beltran
- Christopher Darden jako detektyw Mingus
- Barry Bostwick jako Art Brooks
- Alannah Ong jako Lisa
- Corrie Clark jako Jenna Brooks
- Ken Roberts jako Gene Walsh

i inni